# Kamień księżycowy 70017

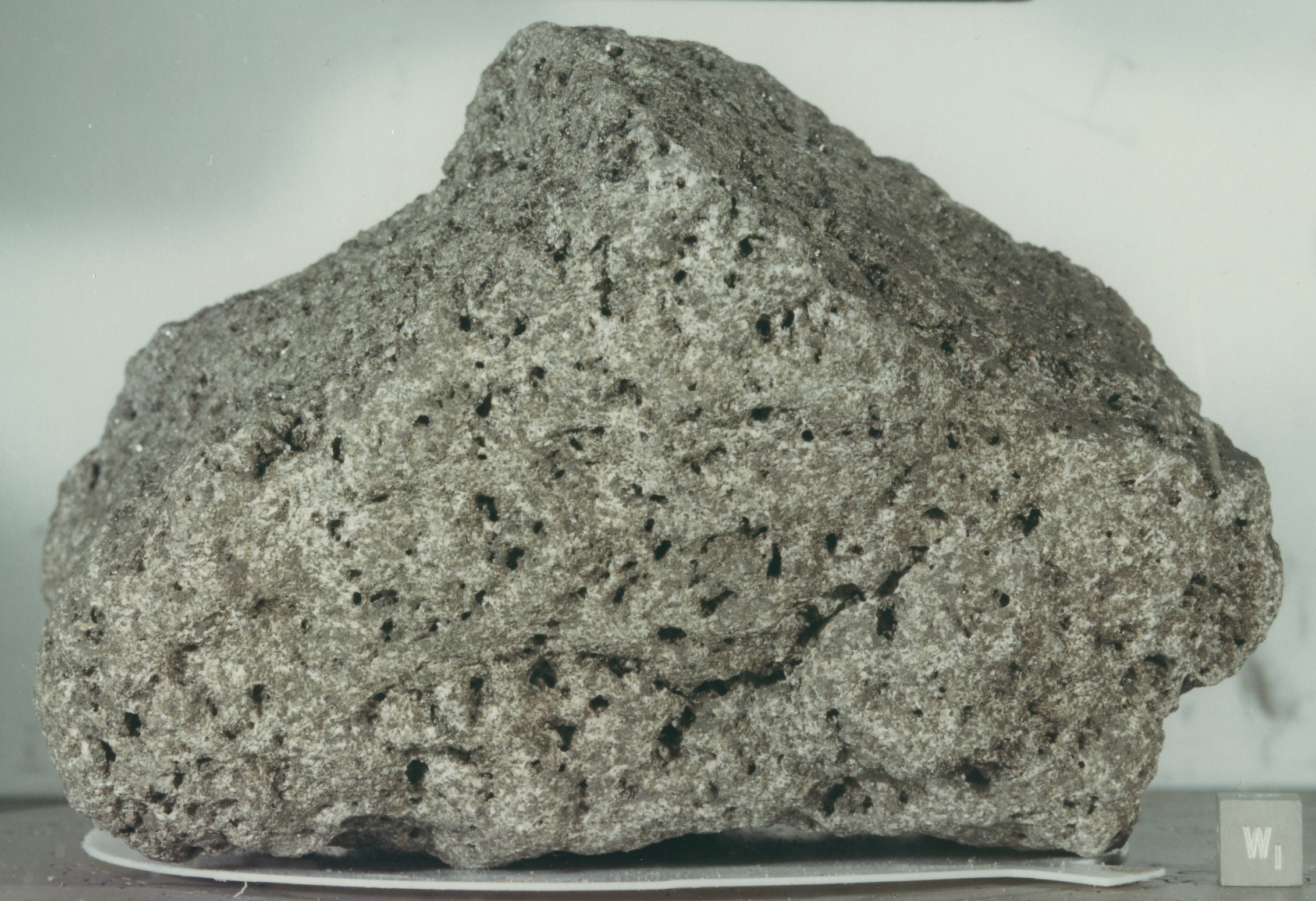
Kamień księżycowy 70017 przywieziony przez załogę Apollo 17

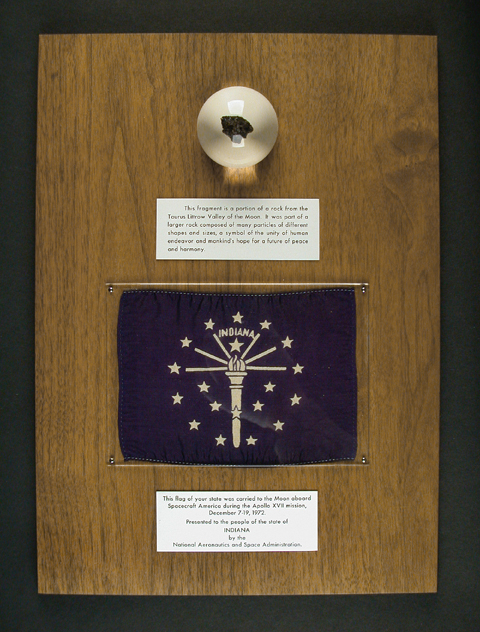
Tablica z zatopionym kamieniem

Kamień księżycowy 70017 – próbka skał zebrana na Księżycu przez załogę misji Apollo 17 w pobliżu miejsca lądowania na terenie doliny Taurus-Littrow.

## Historia
Kamień księżycowy 70017 jest księżycowym bazaltem zebranym przez Eugene Cernan'a i Harrisona Schmitt'a w trakcie ostatniego lądowania na Księżycu w ramach programu Apollo. Po zebraniu próbki wygłosili oni przemowę do „dzieci świata”, w której wyrazili nadzieję, że kawałki skały księżycowej zostaną rozdzielone pomiędzy różnymi instytucjami na świecie, jako gest dobrej woli. Po powrocie misji od próbki odkrojono 1,1 gramowe okruchy, które zostały zatopione w sztucznym polimerze i umieszczone na ozdobnych drewnianych tablicach. W 1973 prezydent Nixon podarował tak przygotowane kamienie każdemu z krajów na świecie i każdemu z 50 stanów i prowincji USA. Część okruchów została zagubiona bądź skradziona. NASA jest w posiadaniu około 80% oryginalnego kamienia.

## Charakterystyka
Całkowita masa przywiezionego kamienia wynosiła 2957 gramów. Został on podzielony na 1,1 gramowe kawałki zawierające 30% plagioklazów, 59% piroksenów, 10% ilmenitu i 1% oliwinów.